# Mio zio d'America
Mio zio d'America (Mon oncle d'Amérique) è un film del 1980 diretto da Alain Resnais, vincitore del Grand Prix Speciale della Giuria al 33º Festival di Cannes.
La pellicola mette in scena le vite di tre personaggi, un'attrice, un uomo importante e un fanatico religioso con famiglia e lavoro tradizionale messo in crisi dalla globalizzazione, sotto forma di apologo etico-scientifico. I personaggi e i loro affetti e contatti si muovono secondo la teoria di Henri Laborit, simile a quella religiosa del libero arbitrio, o della mancanza di esso. Secondo il suo Elogio della fuga, infatti, l'uomo, quando non ben consapevole di sé stesso, viene portato alle seguenti reazioni: fuga, inibizione o somatizzazione e aggressività.

## Trama
L'immagine di un cuore rosso e pulsante introduce il racconto, che procede a intarsio coinvolgendo i personaggi. Jean appartiene a una famiglia alto-borghese, è sposato con una donna molto gelosa ed è diventato un importante funzionario alla radio. Janine, invece, appartiene a una famiglia operaia ed è comunista come il padre. Il suo grande sogno è fare teatro, visto come strumento per fuggire al grigiore della vita quotidiana, e con molta fatica riesce a diventare attrice. René proviene da una famiglia contadina, cattolica e conservatrice. Di notte studia, contro il volere del padre, trova un lavoro e si sposa. In seguito alla ristrutturazione della fabbrica deve trovare un altro lavoro lontano da casa.
Le vite dei tre personaggi a questo punto si intrecciano. Jean e Janine si incontrano e per un periodo si frequentano, ma sono costretti a lasciarsi perché la moglie di Jean finge di avere un male incurabile e di avere bisogno del marito. Janine si fa da parte. Quando Janine viene a conoscenza della menzogna è troppo tardi perché Jean, ormai, preferisce la tranquilla routine con la moglie che meglio si adatta alle sue ambizioni. Janine, molto rattristata, incontra René, che per una serie di vicissitudini causate dal lavoro è profondamente in crisi e tenta il suicidio venendo salvato da Janine. Alla fine tutti i personaggi si separano e riprendono ognuno la sua strada.

## Produzione
Alla pellicola prende parte anche lo stesso Henri Laborit, scienziato di fama e sintetizzatore dei primi tranquillanti, in un cameo.

## Riconoscimenti
- 1980 - Festival di Cannes
  - Grand Prix Speciale della Giuria
  - Premio FIPRESCI
- 1981 - David di Donatello
  - Migliore sceneggiatura straniera